# Kemopetrol
Kemopetrol – fiński zespół założony w 1998 roku w Helsinkach przez Marko Soukka i Kalle Koivisto, początkowo jako zespół ambientowy. W grudniu tego samego roku Koivisto poznał Laurę Närhi, która dołączyła do zespołu na początku kolejnego roku. Po niej, w tym samym roku, w zespole pojawili się Teemu Nordman i Kari Myöhänen. W czerwcu 1999 zespół rozpoczął nagrywanie pierwszego singla, Child Is My Name, który ukazał się pod koniec 1999 i okazał się być wielkim sukcesem. W 2000 roku ukazała się debiutancka płyta zespołu, Slowed Down, zawierająca mieszaninę rocka, jazzu i muzyki elektronicznej.
Kolejne płyty ukazywały się w latach 2002, 2004, 2005 i 2006. W 2003 roku zespół opuścił Kari Myöhänen, a Lauri Hämäläinen zajął jego miejsce dopiero w 2004. Na wydanej w międzyczasie płycie Play For Me w roli basisty wystąpił producent zespołu, Kalle Chydenius.
W 2010 roku Laura Närhi rozpoczęła karierę solową, co opóźniło plany wydania kolejnej płyty z zespołem.
Wszystkie piosenki Kemopetrolu mają teksty w języku angielskim. Nazwa pochodzi od czeskiego zespołu hokejowego Chemopetrol Litvínov.
W 2011 roku ukazał się album A Song & A Reason, który był pierwszym wydawnictwem zespołu od pięciu lat. Po premierze albumu zespół wyruszył w trasę koncertową.
W 2020 roku zespół planował trasę z okazji 20-lecia albumu Slowed Down, jednak pandemia COVID-19 zmusiła ich do przesunięcia wydarzenia na kolejny rok. W 2021 roku Kemopetrol wystąpił na kilku koncertach streamingowych, a latem zagrał na festiwalach. Jesienią 2021 roku odbyła się jubileuszowa trasa, podczas której zespół wykonał cały album Slowed Down oraz wybrane utwory z innych płyt. Trasa zakończyła się wyprzedanym koncertem w Tavastii, jednej z najważniejszych sal koncertowych w Helsinkach.
Obecnie Kemopetrol pracuje nad swoim szóstym albumem studyjnym, z którego wydano już trzy single.

## Dyskografia
| Tytuł             | Dane dot. albumu                             | Pozycja na liście | Sprzedaż        | Certyfikat         |
| Tytuł             | Dane dot. albumu                             | FIN               | Sprzedaż        | Certyfikat         |
| ----------------- | -------------------------------------------- | ----------------- | --------------- | ------------------ |
| Slowed Down       | - Data: kwiecień 2000 - Wydawca: Plastinka   | 2                 | - FIN: 20 tys.+ | - FIN: złota płyta |
| Everything’s Fine | - Data: 6 maja 2002 - Wydawca: Plastinka     | 1                 | - FIN: 15 tys.+ | - FIN: złota płyta |
| Play For Me       | - Data: 24 marca 2004 - Wydawca: BMG Finland | 9                 |                 |                    |
| Teleport          | - Data: 29 marca 2006 - Wydawca: Plastinka   | 11                |                 |                    |
| A Song & A Reason | - Data: 21 września 2011 - Wydawca: WEA      | 12                |                 |                    |

## Nagrody i wyróżnienia
| Rok  | Kategoria        | Tytułem    | Nagroda    | Nota | Źródło |
| ---- | ---------------- | ---------- | ---------- | ---- | ------ |
| 2000 | Pop/rock-tulokas | Kemopetrol | Emma-gaala | Laur | [ 12 ] |